# Kenneth E. Boulding
Pour les articles homonymes, voir Boulding.
Kenneth Ewart Boulding (18 janvier 1910 - 18 mars 1993), est un économiste, enseignant, pacifiste, poète, mystique religieux, quaker, théoricien des systèmes, et philosophe interdisciplinaire anglais.

## Biographie
Kenneth E. Boulding est né à Liverpool. Diplômé de l'Université d'Oxford, il devient citoyen américain en 1948. Il fonde un grand nombre de projets en économie et en sciences sociales, et devient président de l'American Economic Association.
En tant qu'économiste et philosophe, Boulding se rapproche de John Kenneth Galbraith et Herbert Alexander Simon, mais de trajectoire différente et moins « médiatique ».

## Pensée
K.E. Boulding est bien connu des théoriciens et praticiens du « système général » (ou système « en général ») par l'importante contribution de son court livre The Image: Knowledge of Life in Society (1956), et d'un article fondamental, General Systems Theory: the Skeleton of Science (1968). L'image en question est notre représentation ou notre interprétation du monde. Le point de départ est : nous « connaissons » le monde, les autres et nous-mêmes seulement par les « images » que nous en avons. Tout autre comportement s'éclaire par l'identification de ces images, de leurs structures et de leurs transformations. Skeleton of Science (« l'armature de la science ») présente une célèbre analyse en neuf niveaux, qui a beaucoup contribué à éclairer les conditions d'utilisation de l'approche ou de la méthodologie systémique.
Beyond economics, essays on society, religion, and ethics (1968), puis plus encore Three Faces of Power (1989), traitent du sujet des préoccupations, de l'évocation d'une triade et de l'étude tridimensionnelle. La thèse principale de Three Faces of Power est la suivante : le pouvoir d'intégration (integrative power) est la forme ou la facette la plus significative et la plus prédominante de la puissance. Car, sans la légitimité qui est un aspect majeur du pouvoir d'intégration, la dissuasion (threat power) et la puissance économique — qui sont les deux autres formes ou facettes de la triade — ne peuvent pas parvenir à grand-chose.
Néanmoins, c'est dans un cadre global qu'il faut placer l'ensemble de l'œuvre de K.E. Boulding, dans sa compréhension proprement révolutionnaire des nouvelles relations qui se tissent dans le monde ou plutôt de ce que devient la Terre. La planète et l'image que l'homme a de celle-ci subissent actuellement une « grande transition » qui est schématiquement le passage d'un système ouvert à un système fermé. Dans un système ouvert, il est possible de concevoir n'importe quelle activité humaine. Dans un système fermé, l'homme ne peut plus agir comme bon lui semble s'il ne veut pas disparaître, dans le cas extrême, de la surface de la Terre.
Selon Boulding, l'environnement et l'économie sont désormais indissociables. Il développe deux concepts importants pour l'économie d'aujourd'hui que sont « le vaisseau spatial terre » et la « grande transition ». En admettant que la grande partie des problèmes liés à l'environnement soient dus à des raisons plus larges que l'individu, une autre partie des problèmes est indéniablement due à l'addition de problèmes liés aux individus. Bien sûr, les solutions aux problèmes planétaires actuels passent par de multiples niveaux. Mais en fin de compte, c'est l'attitude de l'homme qui doit changer. Dans cet esprit, K.E. Boulding s'interroge sur le système international, la paix, la question des pays en voie de développement, et l'interrogation sur l'état stationnaire.

## Publications
- « Samuelson’s Foundations : The Role of Mathematics in Economics », in Journal of Political Economy, no 56, 1948, p. 187–199
- Conflict and Defense, New York, Harper, 1962
- « The Economics of Knowledge and the Knowledge of Economics », in American Economic Review, 16 May 1966, p. 1-13
- The Economics of the Coming Spaceship Earth (L'Économie du futur vaisseau spatial Terre), 1966. Il dit dans ce livre qu'il faut se détacher de la « Cow Boy economy » (économie du gaspillage) pour se rapprocher de la « Spaceman economy » (économie qui ne gaspille pas, protège l'environnement car il n'y a aucune possibilité de ravitaillement, comme dans un vaisseau spatial)
- After Samuelson, Who Needs Smith ?, in History of Political Economy, 1971
- The Economy of Love and Fear, Belmont, CA, Wadsworth Publishing Company, 1973
- Economics as Science, New York, McGraw-Hill Book Co., 1977
- Three Faces of Power. Newbury Park (CA), SAGE Publications Inc., 1989, 259p.

## Boulding et la paix
En 1957, Kenneth E. Boulding fonde à l'université du Michigan la revue Journal of conflict resolution. Il fonde avec sa femme Elise Boulding l'International Peace Research Association (en) (IPRA) en 1965 et le Consortium on Peace, Research and Education (COPRED) en 1970 pour développer dans le monde universitaire les Peace Studies (en français « irénologie »).

## Citation
« Celui qui croit qu'une croissance exponentielle peut continuer indéfiniment dans un monde fini est soit un fou, soit un économiste. »

— Kenneth E. Boulding, cité dans Jump the Curve (Jack Uldrich, 2008)